# I Korpus Flak
I Korpus Artylerii Przeciwlotniczej (niem. I. Flakkorps) – jeden z niemieckich związków taktycznych Luftwaffe, uczestniczył w agresji na Francję oraz ataku na Związek Radziecki. 
Utworzony 3 października 1939 roku w Berlinie. W 1940 roku brał udział w agresji na Francję, w czasie której wspierał Grupę Pancerną von Kleista oraz 12 i 16 Armię. Po upadku Francji rozformowany. 
Ponownie utworzony 1 kwietnia 1941 roku w Berlinie w oparciu o dowództwo I Brygady Flak. W latach 1941–1944 walczył na froncie wschodnim przeciw Armii Czerwonej. W maju 1945 roku żołnierze I Korpusu Flak w rejonie Hradec Králové w Czechosłowacji oddali się do niewoli Armii Czerwonej. 

## Dowódcy korpusu
- gen. płk  Hubert Weise (od 3 października 1939)
- gen. Walter von Axthelm (od 1 kwietnia 1941)
- gen. Richard Reimann (od 20 grudnia 1941)
- gen. płk Otto Dessloch (od 2 kwietnia 1942)
- gen. Richard Reimann (od czerwca 1943)
- gen. Walter von Axthelm (od 2 maja 1945 do kapitulacji)[2]